# エル・ゾンビ I 死霊騎士団の覚醒
『エル・ゾンビ I 死霊騎士団の覚醒』（ 西：La Noche del terror ciego、英： Tombs of the Blind Dead ）は、1971年に製作されたスペイン映画。エル・ゾンビシリーズの第一作目。
日本では劇場未公開。ビデオ題は、『エルゾンビ/落武者のえじき』、『エル・ゾンビ 死霊騎士団の誕生』。

## ストーリー
女学校のルームメイトであったベティとヴァージニアが、ある日ポルトガルのリスボンで再会した。ベティはヴァージニアの恋人ロジャーに誘われて、彼らの郊外への鉄道旅行に同行することとなるが、女たらしのロジャーがベティと仲睦まじくしていることに腹を立てたヴァージニアは怒りのあまり、突発的に列車から飛び下りてしまう。ヴァージニアは二人が止めるのも聞かずに、一人遠くに見える建物へと向かったが、一見集落に見えたのは、地元でベルサノと呼ばれる古城の廃墟であった。やむなくそこで夜を明かすことを決めたヴァージニアであったが、その日の真夜中に、突如地の底から這い上がって来た不気味な骸骨騎士団によって襲われてしまった。
数日経ってもヴァージニアが戻らないことを訝しんだベティとロジャーは、早速件の廃墟へと向かったが、そこで刑事から彼女が何者かに惨殺されたことを知らされる。只ならぬ殺害方法に異変を感じ独自に詮索を始めた二人は、中世ヨーロッパ研究の第一人者であるカンダル教授から、かつて事件のあった古城を根城としていた、有名なテンプル騎士団の話を耳にする。東方より伝わったとされる凄惨な悪魔崇拝の儀式によって、若い処女を生贄に捧げてその血肉を啜り、永遠の生命を得ようとしていたことが露見したため、ローマ教皇庁からの破門の上に、カラスに両目を抉り取られて処刑されたが、今もなお、夜毎に蘇っては新たな生贄を求めて彷徨い続けるという。この噂のために、ヴァージニアが列車を飛び下りた際も運転士は列車を停車させることを拒否したのであった。
ベティたちは真相を探るべく、ベルサノ周辺で密輸業者となっていたカンダル教授の息子らと共に遺跡を訪れる。

## キャスト
- ベティ・ターナー：ローン・フレミング
- ヴァージニア・ホワイト：ヘレン・ハープ
- ロジャー・ウィーラン：チェサー・バーナー
- ペドロ・カンダル：ジョセフ・セルマン
- オリベイラ検視官：ルフィノ・イングレス
- ニナ：ヴェロニカ・リメラ
- カンダル教授：フランシスコ・サンス

## シリーズ
- 第2作『エル・ゾンビ II 死霊復活祭』(1973)
- 第3作『エル・ゾンビ III 死霊船大虐殺』(1974)
- 第4作『エル・ゾンビ IV 呪われた死霊海岸』(1975)